# Numeri primi gemelli
In matematica, si definiscono numeri primi gemelli due numeri primi che differiscono tra loro di due. Fatta eccezione per la coppia {\displaystyle (2,3)}, questa è la più piccola differenza possibile fra due primi. Alcuni esempi di coppie di primi gemelli sono {\displaystyle 3} e {\displaystyle 5}, {\displaystyle 5} e {\displaystyle 7}, {\displaystyle 11} e {\displaystyle 13}, {\displaystyle 857} e {\displaystyle 859}.

## Ricerche
Il problema dell'esistenza o meno di infiniti numeri primi gemelli è da tanti anni uno dei più grandi problemi aperti della teoria dei numeri, che prende il nome di congettura dei numeri primi gemelli. Vi è anche una versione più forte, la congettura di Hardy-Littlewood, che postula una legge sulla distribuzione dei primi gemelli analoga al teorema dei numeri primi.
Usando il suo famoso metodo del crivello, Viggo Brun mostrò che il numero di primi gemelli minori di {\displaystyle x} è {\displaystyle \ll {\frac {x}{\log x^{2}}}}. Questo risultato implica che la somma dei reciproci di tutti i primi gemelli converge (vedi costante di Brun). Ciò si presenta come notevole differenza rispetto alla somma dei reciproci di tutti i primi, che diverge.
Brun dimostrò anche che ogni numero pari si può scrivere in infiniti modi come differenza di due numeri che abbiano entrambi al più nove fattori primi. Il noto teorema di Chen Jingrun afferma che per ogni {\displaystyle m} pari, esistono infiniti numeri primi che differiscono di {\displaystyle m} da un numero che abbia al massimo due fattori primi (cioè un semiprimo).
Prima di Brun, anche Jean Merlin aveva tentato di risolvere il problema con il metodo del crivello.
Ogni coppia di primi gemelli maggiore di {\displaystyle 3} è della forma {\displaystyle (6n-1,6n+1)} per qualche numero intero positivo {\displaystyle n}, e, con l'eccezione di {\displaystyle n=1}, {\displaystyle n} deve terminare in {\displaystyle 0,2,3,5,7} o {\displaystyle 8}.
È stato dimostrato che {\displaystyle (m,m+2)} è una coppia di primi gemelli se e solo se
{\displaystyle 4((m-1)!+1)=-m\mod (m(m+2)).}
Un'analisi empirica di tutte le coppie di primi gemelli fino a {\displaystyle 4,35\cdot 10^{15}} mostra che il numero di tali coppie formate da numeri minori di {\displaystyle x} è {\displaystyle xf(x)/(\log x)^{2}} dove {\displaystyle f(x)} è circa {\displaystyle 1,7} per valori piccoli di {\displaystyle x} e si riduce a circa {\displaystyle 1,3} al tendere di {\displaystyle x} all'infinito.
Si congettura che il valore limite di{\displaystyle f(x)} sia uguale alla costante dei numeri primi gemelli
{\displaystyle 2\prod _{p\geq 3}\left(1-{\frac {1}{(p-1)^{2}}}\right)=1,3203236\ldots ;}
questa congettura implicherebbe la congettura dei numeri primi gemelli, ma rimane ad oggi irrisolta.

## Record
Il progetto di calcolo distribuito PrimeGrid ha scoperto nel settembre 2016 la più grande coppia di numeri primi gemelli tuttora nota ovvero 2996863034895  · 21290000 ± 1 (388342 cifre ciascuno). Accreditato di tale scoperta è stato lo statunitense Tom Greer.

## Le prime 35 coppie di numeri primi gemelli
(3, 5), (5, 7), (11, 13), (17, 19), (29, 31), (41, 43), (59, 61), (71, 73), (101, 103), (107, 109), (137, 139), (149, 151), (179, 181), (191, 193), (197, 199), (227, 229), (239, 241), (269, 271), (281, 283), (311, 313), (347, 349), (419, 421), (431, 433), (461, 463), (521, 523), (569, 571), (599, 601), (617, 619), (641, 643), (659, 661), (809, 811), (821, 823), (827, 829), (857, 859), (881, 883)
Tutte le coppie di numeri primi gemelli, ad eccezione di {\displaystyle (3,5),} sono della forma {\displaystyle (6n-1,6n+1)}, dove {\displaystyle n} è un numero naturale.

## Zhang Yitang
Zhang Yitang, un matematico cinese attivo nel campo della teoria dei numeri, nell'aprile del 2013 ha pubblicato un articolo sulla rivista Annals of Mathematics in cui dimostra che esistono infinite coppie di numeri primi distanti tra loro meno di 70 milioni. Il risultato, apparentemente distante dal problema in sé, è interessante in quanto fornisce la prima tecnica dimostrativa nota in grado di approcciarsi a domande riguardanti la distanza tra primi anziché la loro distribuzione statistica.

## Nella letteratura
I numeri primi gemelli fanno da filo conduttore al romanzo La solitudine dei numeri primi di Paolo Giordano. Nella storia i due protagonisti vengono associati a una coppia di numeri primi gemelli. Queste coppie di numeri così solitarie e rare in mezzo alla moltitudine di tutti i numeri, rappresentano due numeri vicinissimi fra loro, ma mai consecutivi, cioè mai attaccati fra loro, mai uniti uno dopo l'altro, perché ci sarà sempre un altro numero in mezzo (un numero necessariamente pari) a dividerli.